# Fédération roumaine de football
Pour les articles homonymes, voir FRF.
La Fédération roumaine de football (Federația Română de Fotbal (ro) FRF) est une association regroupant les clubs de football de Roumanie et organisant les compétitions nationales et les matchs internationaux de la sélection de Roumanie.
La fédération nationale de Roumanie est fondée en 1909. Elle est affiliée à la FIFA depuis 1923 et est membre de l'UEFA depuis sa création en 1954.